# Melchor de Aguirre
Melchor de Anachuri y Aguirre (San Sebastián, h. 1640 - Granada, 19 de septiembre de 1697), arquitecto del Barroco español, que desempeñó su labor principal como maestro mayor de las obras del VIII duque de Sessa, de la Catedral de Granada, del Santuario del Perpetuo Socorro, y de la Alhambra.

## Vida y obra
Se trata de un artista especialmente enigmático dentro de la arquitectura española de la Edad Moderna, y ello a pesar de la decisiva huella que dejó dentro de este campo en el último Barroco. Era hijo de Juan de Anachuri, maestro herrero natural de Lasarte, y de Margarita de Aguirre, ambos vecinos de la villa de Oyarzun, casados en San Sebastián en 1637. Asimismo, se sabe que Melchor fue el cuarto de siete hermanos, fechándose su nacimiento hacia 1640.
También se evidencia su pertenencia a una estirpe de canteros a pesar de no ser este el oficio del padre, pues su tío paterno, Miguel de Anachuri, ejercía como maestro de cantería en Oyarzun hacia 1671. No obstante, esta rama de los Anachuri no debía gozar de demasiado prestigio, motivo por el cual Melchor parece haber escogido titular siempre con el único apellido de Aguirre, especialmente dentro de su ánimo por buscar la prosperidad en el sur de España, ya que éste le legitimaba como perteneciente a una estirpe de canteros de notable consolidación por todo el reino.
Las trazas de sus obras relatan un conocimiento fehaciente de la herencia herreriana y de los influjos franceses e italianos que modelaban la arquitectura practicada en la Villa y Corte de Madrid, por la que debió pasar a comienzos de la década de 1660. De la mano de Francisco Fernández de Córdoba Cardona y Requesens (1626-1688), VIII duque de Sessa y miembro de la cámara del Rey, acabaría instalando su taller en la villa cordobesa de Cabra, desde donde proyectaría sus influjos hacia el resto del territorio cordobés, así como hacia las provincias de Málaga y Granada, donde dejaría sus principales obras. 
Reconocido por sus contemporáneos como el mejor arquitecto de todo el reino en las últimas décadas del siglo XVII, sus trabajos se caracterizarían por un rompedor eclecticismo estilístico en general y una sobria monumentalidad hacia el exterior, junto con un recargado y efectista ornato hacia el interior, el cual alcanzó cotas extraordinarias en las originales escenografías que diseñó para retablos y camarines, donde se entremezclan sus conocimientos como reputado astrólogo, por los que también era muy solicitado entre sus contemporáneos.
La novedad y prestigio que circundaban su taller atraerían hasta él a las mismas personalidades que poco después se convertirían en los principales arquitectos del último Barroco andaluz y que sobresalieron especialmente en el trabajo de la piedra y en la traza de escenografías en mármoles polícromos que se intercalan con las más diversas artes decorativas. Francisco Rodríguez Navajas, Francisco Hurtado Izquierdo, José de Bada, Ignacio de Urceta o Pedro de Aguirre suponen solo algunos de los nombres que despuntan dentro del concurrido taller de Melchor de Aguirre, de cuya brillante creatividad artística supieron dar buena cuenta y continuidad.

## Principales obras
- Retablo mayor y retablos laterales de la iglesia de la Asunción y Ángeles (1673), Cabra, Córdoba.
- Capilla de Nuestra Señora de la Concepción (1679-1681), Mezquita-catedral de Córdoba.
- Torre de la iglesia de San Francisco Solano (1681), Montilla, Córdoba.
- Retablo mayor de la ermita de la Virgen de la Sierra (1691), Cabra, Córdoba.
- Iglesia de la Virgen de Loreto (1693-1699), Antequera, Málaga.
- Iglesia de San Juan de Dios (1693-1699), Antequera, Málaga.
- Oratorio de San Felipe Neri y camarín de la Virgen de los Dolores (1686-1752), Granada.
- Iglesia y camarín de la Virgen de Gracia (1691), Granada.
- Ermita de San Juan de Letrán (1692), Granada.
- Capilla los Fajardo en Santa María la Mayor (1693), Baena, Córdoba.
- Iglesia y camarín de la Virgen de Belén (1695), Granada.
- Capilla mayor de la Iglesia de Santo Domingo y camarín de la Virgen del Rosario (1695-1755), Granada.